# Puerto de Cotos

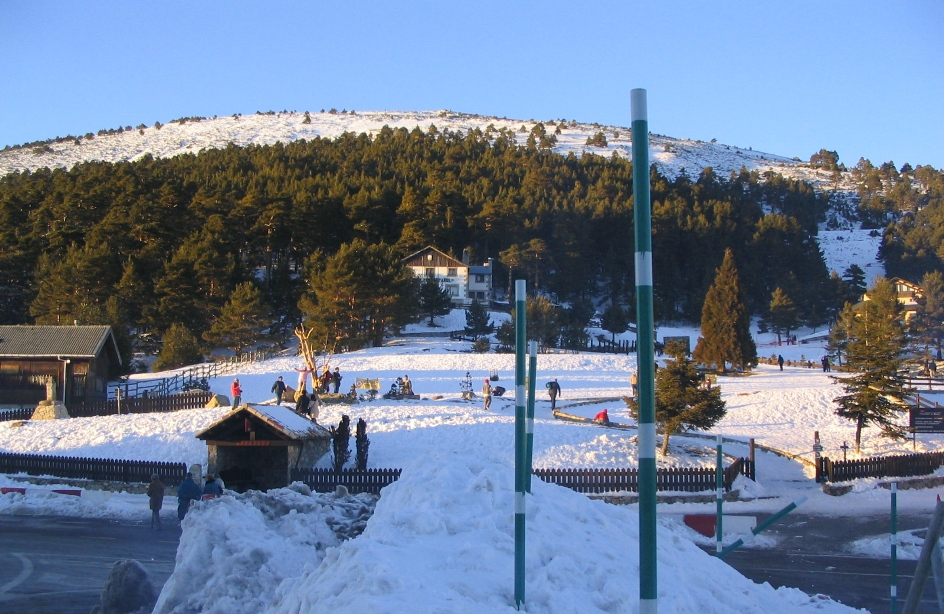
Il Puerto de Cotos in inverno.

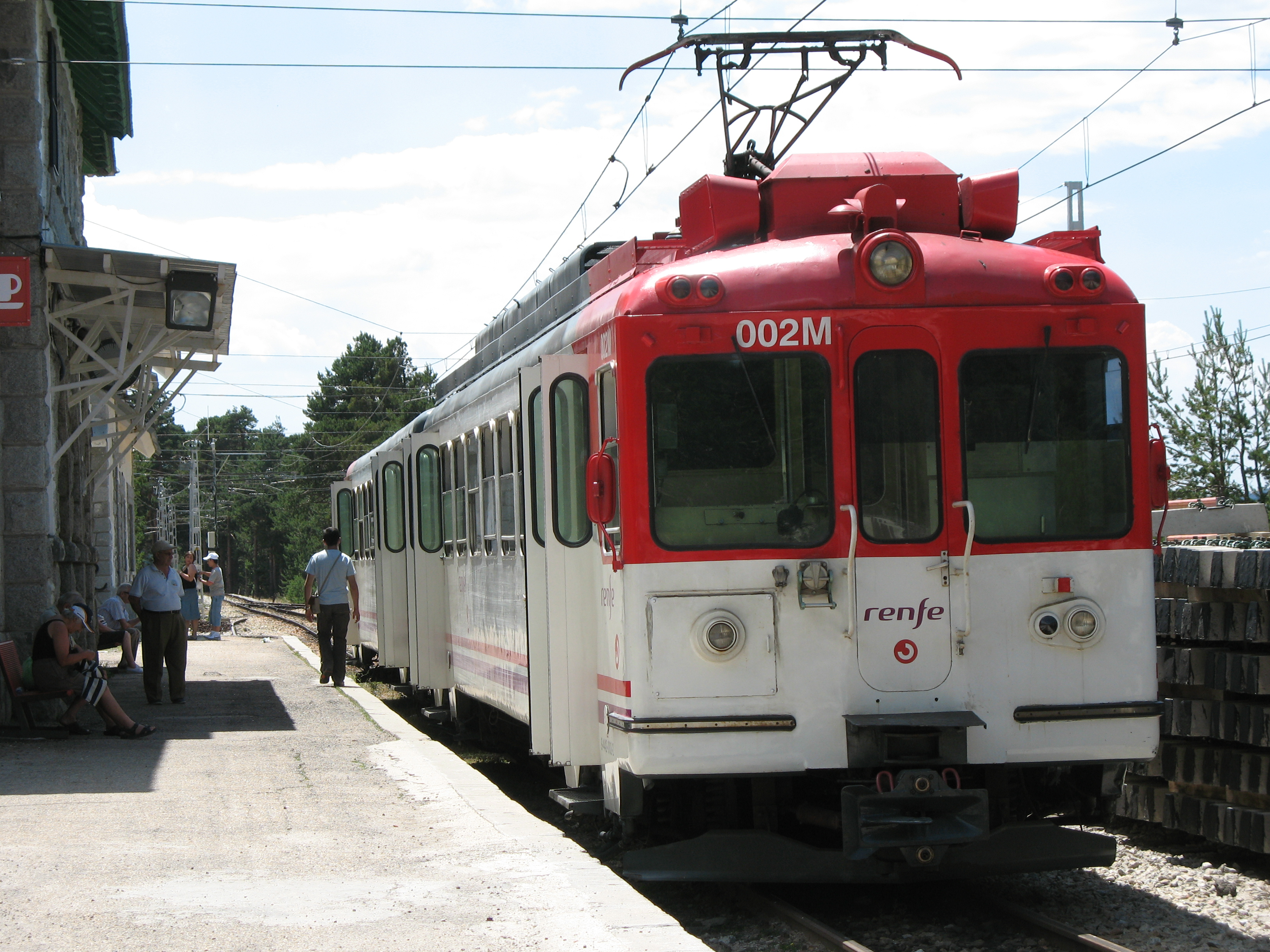
Ferrovia del Guadarrama nella Stazione di Cotos.

Il puerto de Cotos, puerto de los Cotos o puerto del Paular, è un passo di montagna di 1.830 metri di altitudine situato nella Sierra de Guadarrama (catena appartenente al Sistema Centrale), che separa le provincie di Segovia e di Madrid, in Spagna.
Geograficamente separa la valle di Valsaín, a ovest, dalla valle del Lozoya, a est, e separa il massiccio del Peñalara, a nord, dalla catena montuosa della Cuerda Larga, a sud. Prende il nome di "Los Cotos" per via dei piccoli pali di pietra, chiamati cotos, che esistevano fino al XX secolo per indicare il percorso che lo attraversava quando era coperto dalla neve.
In questo passo si trova un edificio del Club Alpino Español, un noleggio di sci e slitte, due piste per le slitte, un bar, ed un centro informazioni del Parque Natural de Peñalara. È servito da una stazione ferroviaria della linea C9 di Cercanías di Madrid, conosciuta anche come Ferrovia di Cotos, che attraversa la catena passando per il Puerto de Navacerrada. La strada che attraversa il passo è la M-604, che va da Rascafría al Puerto de Navacerrada, e dal passo stesso parte una strada che porta alla stazione sciistica di Valdesquí. Il puerto de Cotos è il punto di partenza di molti sentieri che si addentrano nel Parque Natural de Peñalara, di un altro che sale alla Bola del Mundo ed in passato rappresentava l'accesso all'ex stazione sciistica di Valcotos.

## Collegamenti esterni

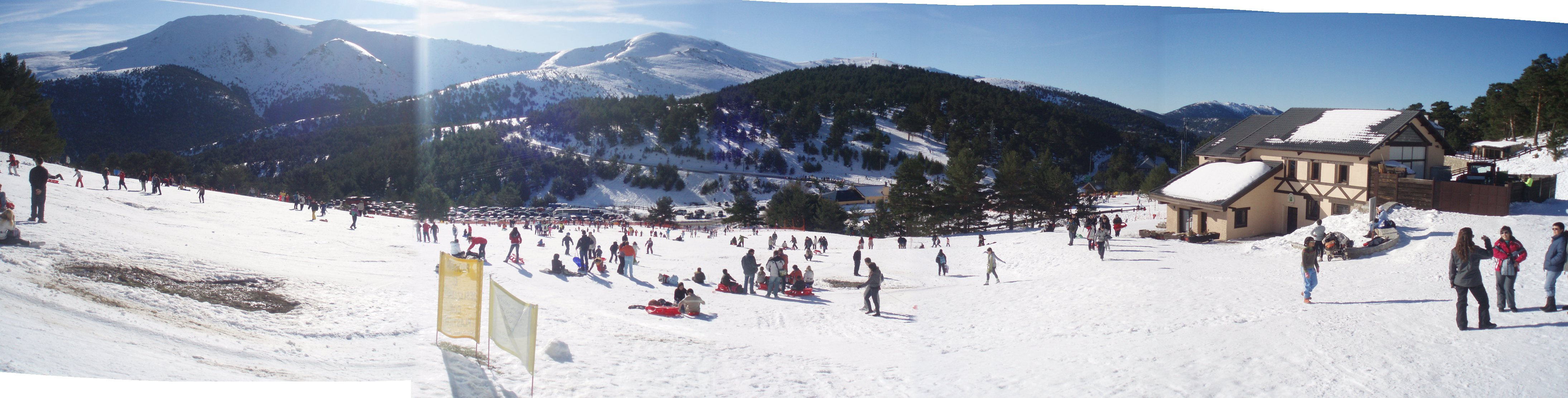
Vista invernale del prato del passo piena di famiglie che giocano con le slitte.